# Федорівка (Бериславський район)
Фе́дорівка — село в Україні, у Високопільській селищній громаді Бериславського району Херсонської області. Населення становить 154 осіб.

## Історія
12 червня 2020 року, відповідно до Розпорядження Кабінету Міністрів України від № 726-р «Про визначення адміністративних центрів та затвердження територій територіальних громад Херсонської області», увійшло до складу Високопільської селищної громади.
19 липня 2020 року, в результаті адміністративно-територіальної реформи та ліквідації  Високопільського району, увійшло до складу Бериславського району.

## Населення
Згідно з переписом УРСР 1989 року чисельність наявного населення села становила 148 осіб, з яких 69 чоловіків та 79 жінок.
За переписом населення України 2001 року в селі мешкало 154 особи.

### Мовний склад
Рідна мова населення за даними перепису 2001 року:
| Мова       | Чисельність, осіб | Доля     |
| ---------- | ----------------- | -------- |
| Українська | 153               | 99,35 %  |
| Інше       | 1                 | 0,65 %   |
| Разом      | 154               | 100,00 % |